# Вивисекция
Вивисе́кция, живосечение (от лат. vivus — живой и sectio — рассекание) — проведение хирургических операций над живым животным с целью исследования функций организма (либо для извлечения отдельных органов), изучения механизмов действия лекарственных средств, разработки методов хирургического лечения или же в образовательных целях.

## Термин
В настоящее время в связи с частым упоминанием опытов на животных в средствах массовой информации далёкие от биологии и медицины люди иногда неправильно называют «вивисекцией» любые эксперименты (в том числе без хирургического вмешательства) над животными и людьми, приводящие к нарушению здоровья — в частности, проверки на токсичность новых лекарств, косметики, средств бытовой химии, удары электрическим током и прочее.

## История
Вивисекция известна со II века до н. э. В частности, в вивисекции обвинялся александрийский врач Герофил.
Первые опыты отличались крайне жестокими экспериментами, так как обезболивающие средства зачастую не применялись, хотя были открыты за несколько тысяч лет до нашей эры, начиная от удара дубинки по голове, и заканчивая наркотическими, галлюциногенными, заместительными возбуждения других рецепторов боли и опьяняющими средствами.
Первый в мире закон в защиту экспериментальных животных был принят в 1878 году в Великобритании.
Во Франции первое общество противников вивисекции в XIX веке возглавил Виктор Гюго, который сказал: «Вивисекция — преступление; человеческая раса должна отречься от этого варварства».
Американское общество против вивисекции основано в 1883 году в Филадельфии группой людей, вдохновленных незадолго до этого принятым в Великобритании Законом о защите животных. Первоначальной целью общества было регулирование использования животных в науке и обществе. Спустя несколько лет первостепенной задачей общества стал полный запрет вивисекции.
В 1898 году в Великобритании был основан Британский союз за отмену вивисекции.
Физиолог И. П. Павлов писал:

 Когда я приступаю к опыту, связанному в конце с гибелью животного, я испытываю тяжёлое чувство сожаления, что прерываю ликующую жизнь, что являюсь палачом живого существа. Когда я режу, разрушаю живое животное, я глушу в себе едкий упрёк, что грубой, невежественной рукой ломаю невыразимо художественный механизм. Но переношу это в интересах истины, для пользы людям. А меня, мою вивисекционную деятельность предлагают поставить под чей-то постоянный контроль. Вместе с тем истребление и, конечно, мучение животных только ради удовольствия и удовлетворения множества пустых прихотей остаются без должного внимания.

— Иван Петрович Павлов,  физиолог, нобелевский лауреат,
 создатель учения о высшей нервной деятельности
21 апреля 1933 года, почти сразу после прихода к власти, нацисты приняли несколько законопроектов, ограничивающих права граждан на убийство животных. В частности, запрещалось умерщвлять животных без анестезии.
Нацистская Германия стала первой страной, запретившей вивисекцию. Соответствующий закон вступил в силу 16 августа 1933 года. В связи с его принятием Герман Геринг заявил, что все, кто «считают, что с животными можно обращаться как с бездушной собственностью», будут отправлены в концентрационные лагеря.
24 ноября 1933 года был принят другой закон, Reichstierschutzgesetz («закон о защите животных»), установивший множество новых запретов, включая запреты на использование животных для съёмок фильмов и общественных мероприятий в тех случаях, когда это может причинить боль животному или вред его здоровью, на насильственное кормление домашних птиц и на разрывание бёдер живым лягушкам.
23 февраля 1934 года прусское министерство занятости и торговли постановило ввести обязательное обучение защите животных, начиная с начальных классов.
3 июля 1934 года вступил в силу новый закон об охоте (Das Reichsjagdgesetz), который ввёл существенные ограничения на охоту. Также новым законом было создано Немецкое охотничье общество[en], основной задачей которого было обучение охотников принципам этичной охоты. Вступление в обществе было обязательным условием для получения охотничьей лицензии.
Интересно, что нацистская Германия стала первой в мире страной, принявшей специальные законы, направленные на защиту волков.
Наибольшую огласку имели эксперименты над людьми, проводившиеся в специальном подразделении японской армии, так называемом Отряде 731, занимавшемся исследованиями, разработкой и внедрением методов ведения бактериологической войны. Вивисекция людей осуществлялась с целью исследования воздействий различных факторов на состояние органов человека. Велись эксперименты как со здоровыми людьми, так и с людьми после воздействия на них поражающих факторов: различных инфекций, отравляющих веществ, низких и высоких температур и т. п. Люди, подвергавшиеся вивисекции, являлись этническими китайцами, корейцами, монголами, русскими и представителями других народов, попавшими в плен японской армии либо арестованными по обвинению в шпионаже японской жандармерией. При вскрытии могла не применяться ни местная, ни общая анестезия. Служащие Отряда 731 успешно применяли в своей медицинской практике после окончания Второй мировой войны знания, приобретённые в период службы в данном подразделении, в том числе полученные при вивисекции людей. Однако значительная часть задокументированных результатов исследований была уничтожена при отступлении частей Квантунской армии в августе 1945 года. Уцелевшие результаты и данные об этих исследованиях были переданы США в обмен на гарантии жизни и свободы руководству и личному составу Отряда 731 со стороны правительства США. Есть различные свидетельства того, что учебные операции на живых людях, оканчивавшиеся умерщвлением оперируемого, проводились японскими военными хирургами на всей оккупированной Японией территории.

## Законодательство
Первый в мире закон об ограничении вивисекции, обязательном обезболивании при эксперименте был принят в 1876 году в Великобритании.
В 1977 году вышел приказ министра здравоохранения СССР, запрещающий проводить эксперименты на животных без обезболивания.

## В культуре
Идея о возможностях хирургии и вивисекции в создании новых организмов была популярна в фантастической литературе в конце XIX — первой трети XX вв. Среди произведений на эту тему наиболее известны фантастические романы:
- «Остров доктора Моро» Герберта Уэллса (1896),
- «Хойти-Тойти» Александра Беляева (1930),
- «Сага Смерти: Мгла» Андрея Левицкого;
- «Жюстина, или Несчастная судьба добродетели» Маркиза де Сада.
- «Море и яд» Кэя Кумаи (фильм 1986 по одноимённому роману японского писателя Сюсаку Эндо)
- «Человек за солнцем» (фильм на основе истории деятельности отряда 731)